# Clase Colony
La clase Colony fue una serie de 21 fragatas transferida por los Estados Unidos al Reino Unido durante la Segunda Guerra Mundial. Finalizado el conflicto, y sin ninguna unidad perdida, fueron devueltas y, en su mayoría, vendidas a particulares. Solamente una, la HMS Caicos (K505), fue vendida a Argentina.

## Unidades
A continuación, las 21 fragatas de la clase Colony:
- HMS Anguilla (K500)
- HMS Antigua (K501)
- HMS Ascension (K502)
- HMS Bahamas (K503)
- HMS Barbados (K504)
- HMS Caicos (K505)
- HMS Cayman (K506)
- HMS Dominica (K507)
- HMS Labuan (K584)
- HMS Montserrat (K586)
- HMS Nyasaland (K587)
- HMS Papua (K588)
- HMS Perim (K593)
- HMS Pitcairn (K589)
- HMS Sarawak (K591)
- HMS Seychelles (K592)
- HMS Somaliland (K594)
- HMS St. Helena (K590)
- HMS Tobago (K585)
- HMS Tortola (K595)
- HMS Zanzibar (K596)